# Denis Stracqualursi
Denis Stracqualursi est un footballeur argentin né le 20 octobre 1987 à Rafaela en Argentine. Il joue au poste d'attaquant et évolue actuellement au CA Tigre.

## Biographie
Stracqualursi commence sa carrière de footballeur en 2007 avec l'Unión de Sunchales dans la 3e division du football argentin. En juillet 2008, il rejoint le club de première division de Gimnasia y Esgrima de La Plata. Le 28 novembre 2008, il inscrit son premier but avec son nouveau club contre Colón (1-0). Il met son second but contre Huracán (4-1) lors de la 14e journée de l'Apertura 2009.
Le 3 février 2010, Stracqualursi donne la victoire au Gimnasia y Esgrima contre le grand rival l'Estudiantes de La Plata en marquant deux buts (score final: 3-1). Son doublé met fin à une série de quatre victoires consécutives de l'Estudiantes.
En Juin 2010, Denis rejoint le CA Tigre. Après un dernier but contre l'Independiente portant son total de buts en championnat à 11; Stracqualursi devient meilleur buteur du Tournoi d'Ouverture 2010 à égalité avec Santiago Silva. Il est le premier joueur de l'histoire du CA Tigre à obtenir ce titre. 
Dans le Tournoi de Clôture 2011, il a inscrit 5 buts après 8 journées.
Prêté à Everton en 2011, il inscrit son premier but pour les Toffees le 27 janvier 2012 contre Fulham lors d'un match de FA Cup.

### Caractéristiques
Sa grande taille lui permet de dominer ses adversaires dans le jeu aérien avec des têtes puissantes. Mais il est aussi très adroit avec ses pieds, ce qui en fait un attaquant redoutable. Il est à noter que Denis est un joueur de rugby.

## Palmarès
Individuel :
- Meilleur buteur du Championnat d'Argentine
  - Tournoi d'Ouverture en 2010
  - Tournoi de Clôture en 2011